# Kuala Belait FC
Der Kuala Belait Football Club (malaiisch Kelab Bola Sepak Kuala Belait), allgemein bekannt als KB FC, ist ein bruneiischer Fußballverein aus Kuala Belait. Aktuell, Stand Mai 2025, spielt der Verein in höchsten Liga des Landes, der Brunei Super League.

## Erfolge
- Belait District League: 2019

## Stadion
Seine Heimspiele trägt der Verein in der Padang Arena Seria aus. Das Stadion hat ein Fassungsvermögen von 1500 Personen.

## Saisonplatzierung
| Saison  | Liga                | Liga  | Liga   | Liga | Liga | Liga | Liga  | Liga   | Liga     | Pokal         | Pokal |
| Saison  | Liga                | Level | Spiele | S    | U    | N    | Tore  | Punkte | Position | Brunei FA Cup |       |
| ------- | ------------------- | ----- | ------ | ---- | ---- | ---- | ----- | ------ | -------- | ------------- | ----- |
| 2023    | Brunei Super League | 1     | 16     | 10   | 2    | 4    | 21:15 | 32     | 6.       |               |       |
| 2024/25 | Brunei Super League | 1     | 13     | 3    | 1    | 9    | 21:36 | 10     | 10.      | Viertelfinale |       |